# Дісс
Дісс (англ. Diss) — ринкове містечко, цивільна парафія та виборчий округ у Південному Норфолку, Англія, поблизу кордону з Саффолком. Станом на 2011 рік тут проживало 7572 особи. Залізнична станція Дісс розташована на великій східній магістралі між Лондоном і Норвічем. Воно розташоване в долині річки Вейвені, охоплюючи лише 6 акрів (2,4 га) і має глибину до 18 футів (5,5 м), хоча є ще 51 фут (16 м) бруду.

## Історія
Вперше згадується у «Книзі судного дня» 1086 року.
Назва міста походить від англосаксонського слова dic, що означає рів чи насип. У Диссі є кілька історичних будівель, у тому числі парафіяльна церква початку 14 століття. За Едуарда Сповідника Дісс входив у сотню міст Суффолка і перебуває у володінні короля як його вотчина.